# Ashley Lukashevsky
Ashley Lukashevsky es una artista visual, ilustradora y diseñadora gráfica estadounidense. Su trabajo se centra principalmente en los movimientos y problemas sociales, incluidos los derechos LGBTQ+, Black Lives Matter y los derechos de los inmigrantes. Ha creado trabajos para la Unión Estadounidense por las Libertades Civiles (ACLU), Planned Parenthood y Rock the Vote.

## Trayectoria
Ashley Lukashevsky nació y creció en Honolulu, Hawái. Se graduó de la Universidad del Sur de California en 2015 con una especialización en relaciones internacionales.
Es la ilustradora del libro infantil Bebé antirracista, escrito por Ibram X. Kendi y publicado en 2020. El libro fue el primero en la lista de los libros ilustrados para niños más vendidos del The New York Times en agosto de 2020. En 2021, se anunció que Netflix adaptaría el libro en una serie animada de cortos musicales, pero en mayo de 2022 Netflix anunció que la serie había sido descartada, junto con otros proyectos.
Lukashevsky también ilustró la serie de libros Pocket Change Collective, que comenzó a publicarse en junio de 2020.
En octubre de 2023, Lukashevsky firmó la carta abierta Artists4Ceasefire a Joe Biden, presidente de los Estados Unidos, en la que pedía un alto el fuego al bombardeo israelí de la Franja de Gaza.
Lukashevsky vive en Los Ángeles, California.